# نورث ریور (آلاباما)
نورث ریور (آلاباما) (به انگلیسی: North River (Alabama)) رودخانه‌ای است که در ایالات متحده آمریکا جریان دارد.